# Want You Bad
"Want You Bad" é um single da banda estadunidense The Offspring, lançado em 2000 pela gravadora Columbia Records.

## Faixas

### Versão 1
1. "Want You Bad"
2. "80 Times" (cover de T.S.O.L.)
3. "All I Want" (ao vivo)
4. "Autonomy" (cover dos Buzzcocks)

### Versão 2
1. "Want You Bad" - 03:23
2. "The Kids Aren't Alright" (ao vivo) - 3:06
3. "80 Times" - 2:07
4. "Want You Bad" (videoclipe da versão Enhanced CD) - 3:23

### Versão 3
1. "Want You Bad" - 3:23
2. "All I Want" (ao vivo)
3. "Autonomy"